# Фантазія на дві українські народні теми
Фантазія на дві українські народні теми для скрипки або флейти і фортепіано — твір Миколи Лисенка, написаний протягом 1872–73 рр. Твір існує в двох версіях — для флейти та фортепіано і для скрипки й фортепіано. Прем'єра твору відбулась 4 березня 1873 р. у Міському театрі, при фортепіано був Лисенко, партію флейти виконував В. Химиченко.
Композитор звертається у цьому творі до двох мелодій українських народних пісень:
1. «Хлопче молодче» (інший варіант — «Ой, я нещасний»; цю мелодію Лисенко також включив до своєї Прелюдії із Української сюїти);
2. «Ой Гандзю милостива» (мелодію композитор записав на Полтавщині).